# Deborah Mitford
Deborah Vivien Freeman-Mitford, DCVO (Asthall, Oxfordshire, 31 maart 1920 - Chatsworth House, Bakewell, 24 september 2014), bekend als Deborah Mitford en Deborah Cavendish, hertogin van Devonshire, was een Britse aristocraat, ondernemer en schrijfster.  Zij was een van de roemruchte Mitford Sisters.

## Biografie
Deborah Mitford was het zevende en jongste kind van David Freeman-Mitford, Baron Redesdale, en zijn vrouw Sydney Bowles. Hoewel de familienaam officieel Freeman-Mitford is, werd in de praktijk door alle leden van de familie alleen de naam Mitford gebruikt. Zij groeide met haar vijf zusters en broer op in het geprivilegieerde milieu van de lagere Engelse adel. Vijf van de zes dochters uit het gezin trokken de aandacht door politiek activisme, tot de verbeelding sprekende privé-levens, en als publicisten. Zij zijn sinds de jaren dertig van de 20e eeuw in Groot-Brittannië collectief bekend als de Mitford Sisters.   
Mitford kreeg net als haar meeste zusters thuis onderwijs, eerst van haar moeder en later van een gouvernante. Zij trouwde in 1941 met Andrew Cavendish, de tweede zoon van de hertog van Devonshire. Toen zijn oudere broer in 1944 sneuvelde werd hij de beoogde erfgenaam van het hertogdom en kregen Cavendish en Mitford de hoffelijkheidstitel markies en markiezin van Hartington. In 1950 werd Cavendish na de onverwachte dood van zijn vader de elfde hertog van Devonshire.  
Mitford bleek als hertogin te beschikken over ondernemersgeest en zakelijk inzicht; zij slaagde erin om van Chatsworth House, de Cavendish familiezetel in het Engelse graafschap Derbyshire, een succesvolle en rendabele toeristische attractie te maken. Zij introduceerde op professionele leest geschoeide winkels en restaurants. Onder een eigen merk bracht ze producten op de markt die op het landgoed waren gemaakt, of te maken hadden met objecten uit de grote kunst- en antiekcollectie. Het door haar ontwikkelde model voor de exploitatie van Chatsworth werd door andere Britse landhuizen overgenomen. 
Ze was bestuurslid van de Royal Collection Trust; deze organisatie is verantwoordelijk voor beheer en tentoonstelling van de Koninklijke Collectie, de grote kunstverzameling van de Britse koninklijke familie. In 1999 werd ze door koningin Elizabeth voor haar inzet in deze rol benoemd tot Dame Commandeur in de Koninklijke Orde van Victoria.
Na de dood van haar man in 2004 werd hun zoon Peregrine de twaalfde hertog van Devonshire. Mitford verliet Chatsworth House en woonde als hertogin-douairière in een huis op het landgoed.  
Deborah Mitford nam een bijzondere plaats in onder de Mitford Sisters. Zij stond als enige van de zes zussen altijd met alle anderen op goede voet, en onderhield dus ook het contact tussen iedereen. Als de laatst overlevende was zij uiteindelijk de beheerder van het familiearchief, en waakte over de reputatie van de Mitford Sisters. Zij overleed in 2014 op 94-jarige leeftijd.

## Publicaties
Mitford schreef een aantal boeken over Chatsworth. Daarnaast zijn ook haar briefwisseling met de Britse schrijver Patrick Leigh Fermor en een selectie van de correspondentie met haar vijf zusters gepubliceerd. In 2010 verschenen haar memoires, getiteld Wait for me!

## De Mitfords
David Freeman-Mitford en zijn vrouw Sydney Bowles hadden zeven kinderen: zes dochters en een zoon. De dochters werden collectief bekend als de Mitford Sisters. 
- Nancy Mitford (1904 – 1973) was schrijfster, biografe en journaliste. Zij is vooral bekend door haar satirische romans over het leven van de maatschappelijke elite en historische biografieën.
- Pamela Mitford (1907 –  1994) de enige dochter uit het gezin die een onopvallend leven leidde
- Thomas Mitford (1909 – 1945) sneuvelde in de laatste maanden van de Tweede Wereldoorlog in Birma.
- Diana Mitford (1910 –  2003) veroorzaakte een schandaal door in 1933 haar echtgenoot te verlaten voor de fascistenleider Oswald Mosley, met wie ze later trouwde. Zij schreef een aantal boeken.
- Unity Mitford (1914 – 1948) was een persoonlijke vriendin van Adolf Hitler en woonde enkele jaren in nazi-Duitsland.
- Jessica Mitford (1917 – 1996) woonde sinds 1939 in Amerika en was een bekende onderzoeksjournalist; ze was actief in de Amerikaanse communistische partij en de burgerrechtenbeweging.
- Deborah Mitford (1920 – 2014)

De Mitford Sisters
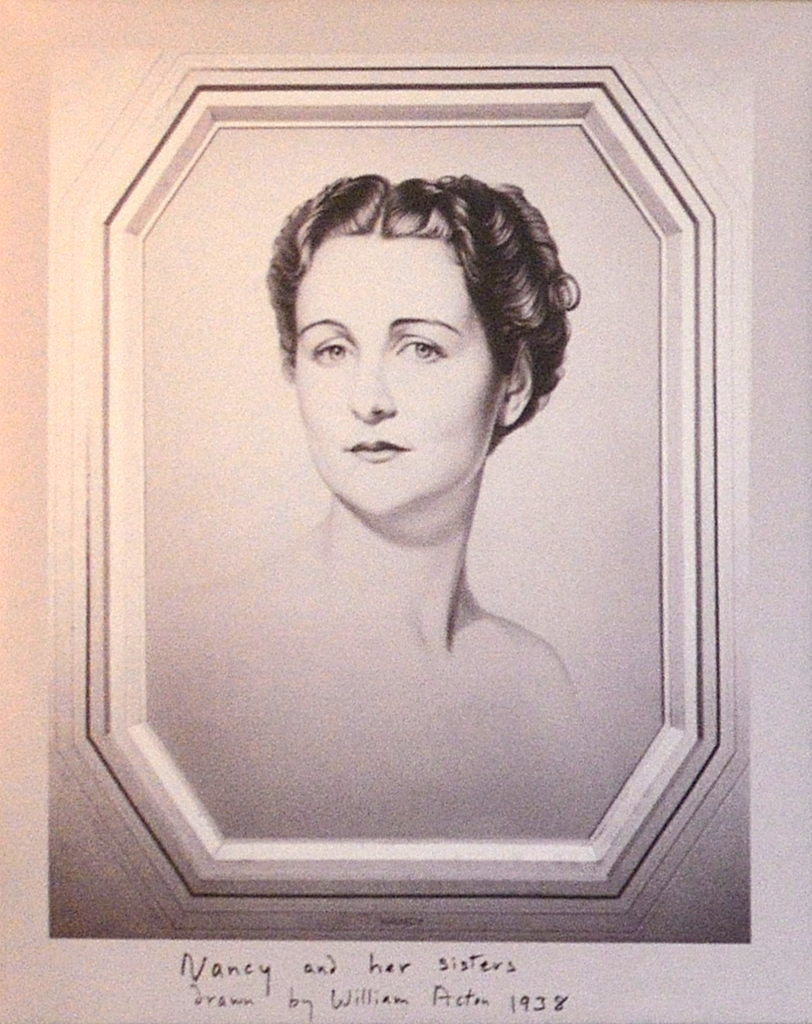
Nancy Mitford
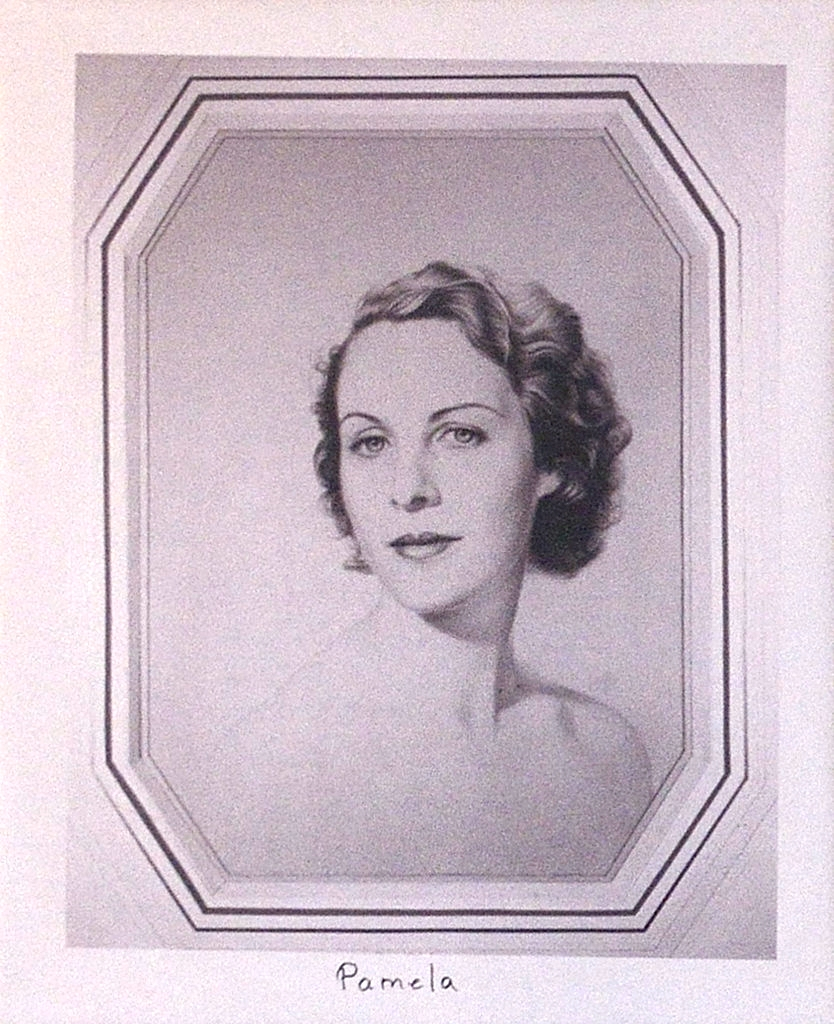
Pamela Mitford
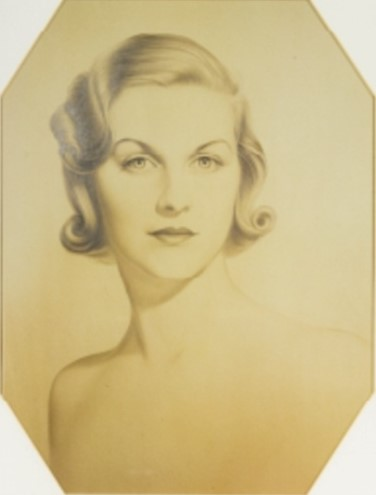
Diana Mitford
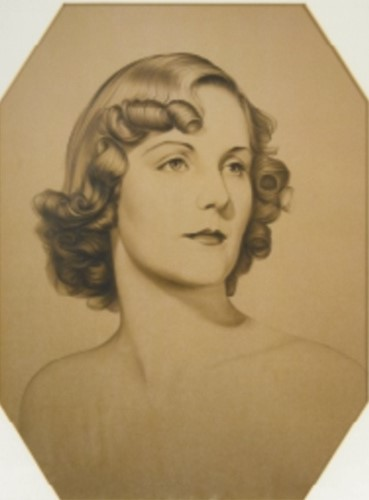
Unity Mitford
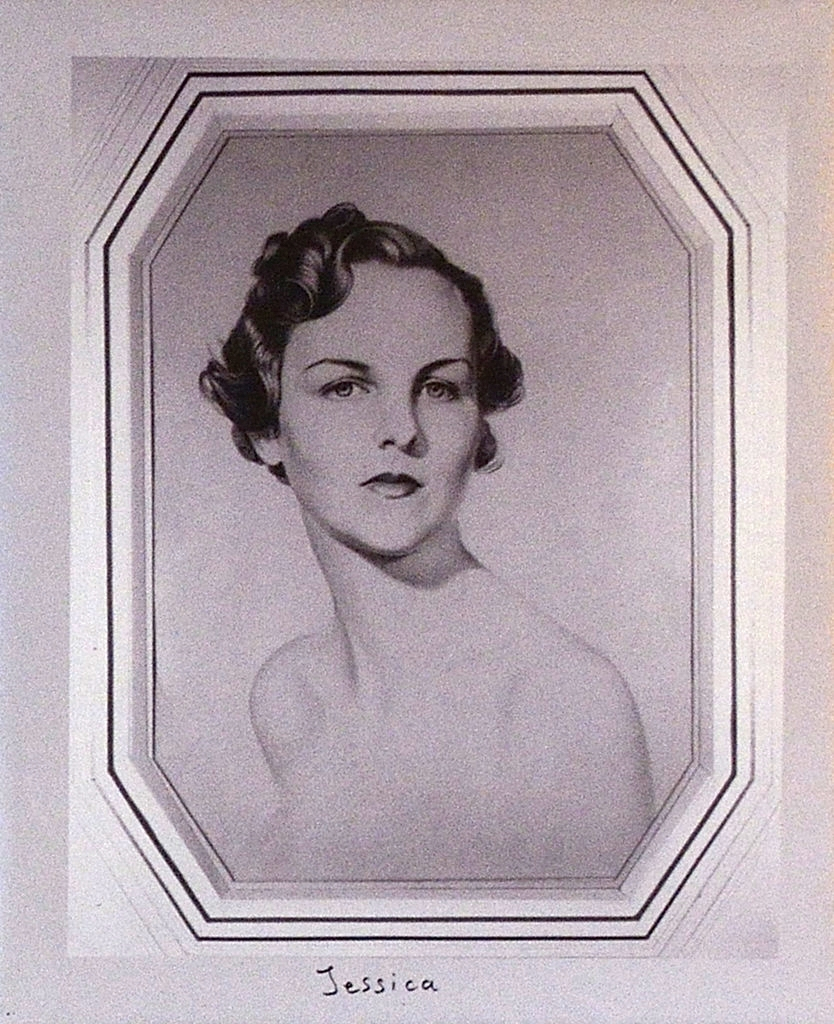
Jessica Mitford
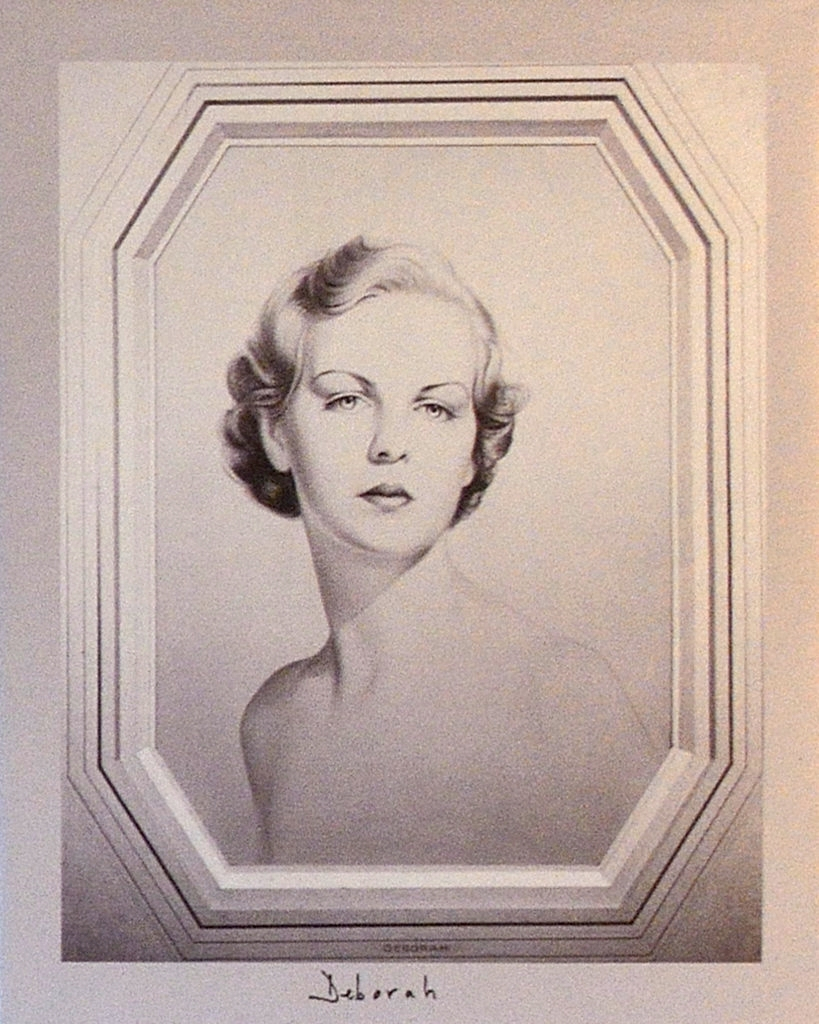
Deborah Mitford

## Wetenswaardigheden
- Deborah Mitford is als tiener met haar moeder en haar oudere zuster Unity een keer op theevisite geweest bij Adolf Hitler. Unity Mitford woonde in Duitsland en was een persoonlijke vriendin van Hitler.
- Mitfords schoonzuster en voorgangster als markiezin van Hartington was Kathleen Kennedy, een zuster van de Amerikaanse president John F. Kennedy. Zij was getrouwd met Mitfords zwager William Cavendish, die tijdens de Tweede Wereldoorlog sneuvelde. Als familievriendin van de Kennedy's woonde Deborah Mitford de inhuldiging en de begrafenis van president Kennedy bij.

## Externe bron
- BBC Interview met Deborah Mitford naar aanleiding van haar 90e verjaardag. - youtube.com

## Publicaties
- Chatsworth HouseChatsworth: The House (1980)

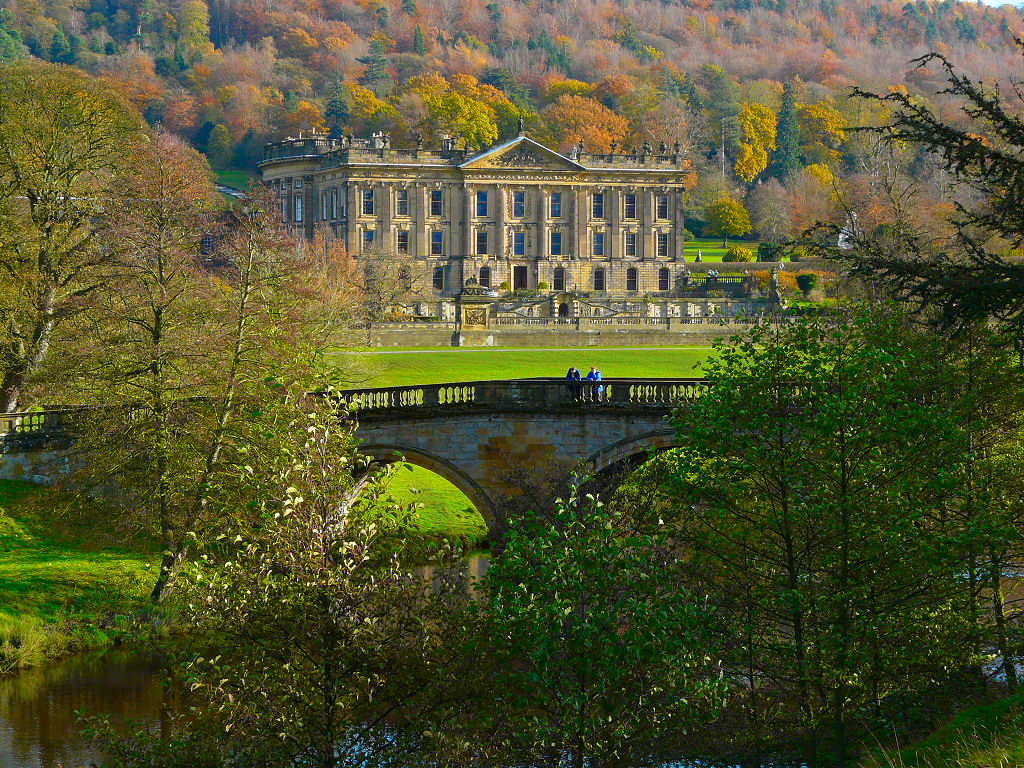
Chatsworth House

- The Estate: A View from Chatsworth (1990)
- The Farmyard at Chatsworth (1991)
- Treasures of Chatsworth: A Private View (1991)
- The Garden at Chatsworth (1999)
- Counting My Chickens and Other Home Thoughts (2002)
- The Chatsworth Cookery Book (2003)
- Round About Chatsworth (2005)
- Memories of Andrew Devonshire (2007)
- The Mitfords: Letters Between Six Sisters (2007)
- In Tearing Haste: Letters Between Deborah Devonshire and Patrick Leigh Fermor (2008)
- Home to Roost . . . and Other Peckings (2009)
- Wait for Me!... Memoirs of the Youngest Mitford Sister (2010)
- All in One Basket (2011)

- Bibliothèque nationale de France: cb15057566w (data)
- Gemeinsame Normdatei: 118961322
- International Standard Name Identifier: 0000 0001 2276 5766
- Library of Congress Control Number: n82054582
- Nationale bibliotheek van Australië: 36555486
- Nationale Bibliotheek van Israël: 987007320265805171
- Nederlandse Thesaurus van Auteursnamen: 12870537X
- SNAC: w6rv8j0x
- Système universitaire de documentation: 11817357X
- Trove: 1289902
- Union List of Artist Names: 500270736
- Virtual International Authority File: 12591909
- WorldCat: E39PBJrgGwWkMwwgWTGMChWVYP